# Jorge Socías
Jorge Socías (Santiago, 26 de outubro de 1950) é um ex-futebolista chileno, atualmente treinador de futebol. que competiu na Copa do Mundo FIFA de 1974, sediada na Alemanha.